# Francis Detraux

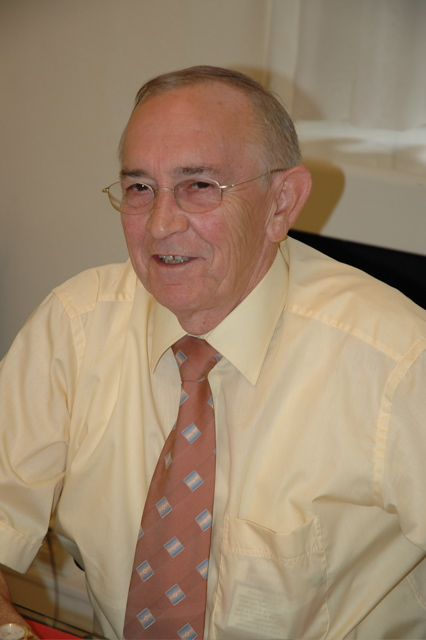
Francis Detraux

Francis Detraux (Villers-lez-Heest, 29 maart 1946 - Namen, 9 november 2016) was een Belgisch politicus voor Wallonie D'Abord. Hij zetelde als senator voor het Front National.

## Politieke loopbaan
Hij werd beroepshalve parlementair medewerker.
Detraux begon zijn politieke carrière in 1994 als provincieraadslid van Namen. Dit mandaat zou hij behouden tot in 2000. Van 1999 tot 2000 was hij tevens gemeenteraadslid van de stad Namen.
Daarnaast zetelde Detraux van 2003 tot 2007 in de Senaat als rechtstreeks verkozen senator.
In 2004 stapte hij samen met Juan Lemmens uit het FN na een conflict met partijvoorzitter Daniel Féret. Vervolgens richtte hij het Force Nationale op. Sindsdien zetelde hij als onafhankelijke in de Senaat.
Nadat Lemmens de partij in 2008 liet kapseizen, richtte Detraux Wallonie D'Abord op en was er de partijvoorzitter van.